# فيلهلم فون هومبورغ
فيلهلم فون هومبورغ (بالألمانية: Norbert Grupe)‏ هو ملاكم ومصارع محترف وممثل ألماني، ولد في 25 أغسطس 1940 في ألمانيا، وتوفي في 10 مارس 2004 في المكسيك بسبب سرطان.

## أعمال

### أفلام
- (1988) موت قاسي[2][3][4]
- (1994) في فم الجنون

## وصلات خارجية
- فيلهلم فون هومبورغ على موقع بوكس ريك (الإنجليزية) (registration required)
- فيلهلم فون هومبورغ على موقع CageMatch worker (الإنجليزية)

- فيلهلم فون هومبورغ على موقع IMDb (الإنجليزية)
- فيلهلم فون هومبورغ على موقع قاعدة بيانات الأفلام العربية
- فيلهلم فون هومبورغ على موقع ألو سيني (الفرنسية)
- فيلهلم فون هومبورغ على موقع أول موفي (الإنجليزية)
- فيلهلم فون هومبورغ على موقع قاعدة بيانات الأفلام السويدية (السويدية)
- فيلهلم فون هومبورغ على موقع قاعدة بيانات الفيلم (الإنجليزية)
- فيلهلم فون هومبورغ على موقع كينوبويسك (الروسية)